# Stenopogon schisticolor
Stenopogon schisticolor là một loài ruồi trong họ Asilidae. Stenopogon schisticolor được Gerstaecker miêu tả năm 1862. Loài này phân bố ở vùng Cổ Bắc giới.